# Мицуо Ватанабе
Мицуо Ватанабе (јап. 渡辺 三男; Точиги, 4. јун 1953) бивши је јапански фудбалер.

## Каријера
Током каријере је играо за Фуџита.

## Репрезентација
За репрезентацију Јапана дебитовао је 1974. године. За тај тим је одиграо 28 утакмица и постигао 4 гола.

## Статистика
| Јапан  | Јапан   | Јапан  |
| Година | Наступи | Голови |
| ------ | ------- | ------ |
| 1974.  | 7       | 1      |
| 1975.  | 12      | 3      |
| 1976.  | 3       | 0      |
| 1977.  | 0       | 0      |
| 1978.  | 0       | 0      |
| 1979.  | 6       | 0      |
| Укупно | 28      | 4      |